# Blăgești, Vaslui
Blăgești este satul de reședință al comunei cu același nume din județul Vaslui, Moldova, România.

## Istorie
Istoria locului se întinde până pe vremea lui Ștefan cel Mare, când, se spune că, în urma unei victorii împotriva turcilor, oamenilor locului li s-a dat drept răsplată teren în această zonă.
În 11 iulie 2017 biserica Sfântul Nicolae din satul Blăgesti a luat foc.

## Geografie
Din punct de vedere geografic, satul Blăgești este situată în partea sudică a județului Vaslui, în Depresiunea Colinară Elan, în apropierea graniței României cu Republica Moldova.
Clima satului Blăgești este hemiboreală.
Relieful satului este caracteristic regiunii de deal. Satul Blăgești este așezat pe versanții a două dealuri ce stau față în față, iar printre ele trece pârul Lișcov. Altitudinea satului nu depășește 200 m (exceptie face dealul Sipeni care are o altitudine de 255 m). Pantele până la 5% sunt lipsite de degradări de teren, ceea ce face ca teritoriul comunei să fie foarte bun pentru agricultură.
Cel mai apropiat oraș este Murgeni, la 7,5 km nord de Blăgești.
Comuna Blăgești dispune de un muzeu etnografic aflat în satul Igesti unde se găsesc expuse diferite obiecte vechi cum ar fi: ie românești, tricotaje vechi, război de țesut etc.